# Сейбутис, Реналдас
Реналдас Сейбутис (лит. Renaldas Seibutis; род. 23 июля 1985 года в Литовской ССР, СССР) — литовский профессиональный баскетболист. В последнее время выступал за баскетбольный клуб «Сарагоса».

## Карьера

### Клубная
Начинал карьеру в Литве, где выступал за клубы «Наглис» и «Сакалай». Затем переехал в Грецию, играл за «Олимпиакос» и «Марусси». На драфте НБА 2007 года Сейбутис был выбран во втором раунде под 50 номером командой «Даллас Маверикс». В 2007 году выступал от «Далласа» в Летней лиге НБА в Лас-Вегасе. Провел пять матчей, за 13 минут на площадке набирая в среднем 6 очков, 1 подбор, отдавал 1,6 передач с процентом попаданий 47 %.
Также выступал в Летней лиге 2008 года, в среднем набирал 2 очка, 0,8 подбора за 10,8 минут на площадке за пять игр. По итогам выступлений в основной состав не попал. В сезоне 2010-11 годов выступал за турецкий «Олин Эдирне», где стал лидером команды, набирал в среднем за игру 18,6 очков, забирал 3,5 подборов, отдавал 4,5 передачи и делал 1,6 перехватов. 12 июня 2011 Реналдас подписал трехлетний контракт (2+1) с «Летувос Ритас».
В 2020 году Сейбутис перенес вторую операцию на спине, но так и не смог восстановиться для продолжения карьеры, поэтому летом 2021 года объявил о завершении карьеры игрока.

### Международная
Реналдас выступал за сборную Литвы на чемпионате мира 2010 года, где завоевал бронзовую медаль. Также принимал участие в играх сборной на Олимпиаде 2012 года в Лондоне.

## Достижения
Международные:
- Серебряный призёр чемпионата Европы среди молодёжных команд (до 20 лет) : 2005
- Чемпион мира среди молодёжных команд (до 21 года) : 2005
- MVP чемпионата мира среди молодёжных команд (до 21 года) : 2005
- Бронзовый призёр чемпионата мира : 2010
- Серебряный призёр чемпионата Европы : 2013, 2015

## Награды
- Кавалер Рыцарского креста ордена Великого князя Литовского Гядиминаса (Литва, 2010 год)
- Кавалер Офицерского креста ордена «За заслуги перед Литвой» (Литва, 2013 год)